# Горы Бале (национальный парк)
Горы Бале́ (англ. Bale Mountains National Park) — национальный парк в центральной Эфиопии, в регионе Оромия.

## География
Национальный парк находится в одноимённых горах и включает высочайшую вершину хребта Бату (4307 м). Занимает обширную территорию 2200 км2.

## История
В 1970 году был образован национальный парк Горы Бале, занявший территорию 2220 км² и предназначавшийся для охраны горной ньялы и эфиопского шакала. В 1990-е годы на территории парка была замечена гиеновая собака.

## Природа
В национальном парке насчитывается 26 % эндемичных видов животных Эфиопии. Из млекопитающих в Горах Бале встречаются эфиопский волк, горная ньяла, дукеры, бородавочник, пятнистая гиена и сервал.

На территории парка зарегистрирован 1321 вид растений, 163 из них — эндемики Эфиопии.
- Горная ньяла
- Эфиопский шакал
- Книпхофия

## Туризм
Национальный парк открыт круглый год, но большая часть туристов посещают Горы Бале в апреле — ноябре, в сухой сезон. Туристы могут путешествовать на автомобиле, а также сходить в пеший и конный поход.
Посещаемость парка в 2002 году составила около 20 000 туристов.